# Prix des lecteurs du livre d'économie
Le Prix des lecteurs du livre d’économie est un prix littéraire français décerné chaque année à un livre d'économie.

## Historique
Le Prix des Lecteurs du livre d’économie a été créé en 2004 à l’initiative du Sénat.
Ce prix a pour objectif de rendre l’économie compréhensible par tous, et de promouvoir un livre d’économie sérieux et accessible.
Avec près de 7000 votes en 2005, Le Prix des lecteurs du livre d’économie est quantitativement le premier prix des lecteurs en France.
12 285 votes ont désigné le lauréat 2006.

## Liste des lauréats
- 2007 : Pierre Dockès pour L'enfer ce n'est pas les autres : bref essai sur la mondialisation (Descartes & Cie)
- 2006 : Patrick Artus et Marie-Paule Virard pour Comment nous avons ruiné nos enfants (La Découverte)
- 2005 : Édouard Tétreau pour Analyste : au cœur de la folie financière (Grasset)
- 2004 : Philippe Askenazy pour Les Désordres du travail, enquête sur le nouveau productivisme (Seuil)